# Artem Shmidt
Artem Shmidt (Cumming, Georgia, 30 de enero de 2004) es un ciclista estadounidense miembro del equipo INEOS Grenadiers.

## Biografía
Originario de Cumming, Georgia, ganó los títulos de ciclismo amateur estadounidense en ruta por edades, en ruta, contrarreloj y critérium a los 12 años. En 2021, terminó tercero en ruta en el Campeonato Nacional Juvenil Masculino de Estados Unidos.
En 2022 terminó quinto en la carrera de ruta júnior y sexto en la contrarreloj júnior del Campeonato Mundial de Ruta 2022, celebrado en Wollongong, Australia.
Fichó por Hagens Berman Axeon para la temporada 2023. En marzo, corriendo para Hagens Berman Axeon, ganó su primera carrera con clasificación UCI 2.2, al ganar la primera etapa del Istrian Spring Trophy.
En mayo de 2024, ganó la contrarreloj sub-23 del Campeonato Nacional de Carreras de Ruta de Estados Unidos. En agosto de 2024, fichó por INEOS Grenadiers, y Schmidt participó en el Tour del Porvenir 2024 con la selección nacional estadounidense antes de unirse a INEOS.
En mayo de 2025, ganó la carrera contrarreloj de élite en el Campeonato Nacional de Ciclismo de Carretera Profesional de Estados Unidos.

## Palmarés
2024
- 1 etapa del Istrian Spring Trophy

2025
- Campeonato de Estados Unidos Contrarreloj

## Equipos
- Hagens Berman (2023-2024)[6]
  - Hagens Berman Axeon (2023)
  - Hagens Berman Jayco (2024)
- INEOS Grenadiers (2024-)